# LDA (cantante)
LDA, seudónimo de Luca D'Alessio (Nápoles, 27 de marzo de 2003), es un cantautor y rapero italiano.

## Biografía

### Primeros años
Es hijo del cantautor Gigi D'Alessio y de su primera esposa Carmela Barbato (sus padres, casados desde 1986, se separaron en 2006 y luego se divorciaron en 2014); tiene dos hermanos biológicos, Claudio (1987) e Ilaria (1992), y tres medios hermanos por parte de padre, Andrea (2010) nacido de la relación de su padre con la cantante Anna Tatangelo, Francesco (2022) y Ginevra (2024) nacida de la relación de su padre con su actual pareja Denise Esposito.
Estudió en un instituto científico y siempre tuvo pasión por el fútbol, deporte en el que consiguió buenos resultados. Siguiendo los pasos de su padre, comenzó a cultivar un interés inmediato por la música desde la infancia. Comenzó a tocar el piano y la guitarra y a escribir y componer sus primeras canciones.

### 2017-2021: El debut discográfico
El 15 de octubre de 2017 lanzó su primera canción Orizzonte, en la que colaboró con el cantautor de Bari Il Mago.
El 27 de marzo de 2020, lanzó su sencillo debut Resta, al que siguió el sencillo Vediamoci stasera, que contó con la colaboración del rapero napolitano Astol y el cantante español Robledo.
En marzo de 2021 lanzó el sencillo Vivimi y, posteriormente, participó como artista invitado en el álbum Buongiorno de su padre Gigi D'Alessio, haciendo un dueto en la canción principal y la canción Di notte.

### 2021-2022: Participación enAmici 21yLDA
En septiembre de 2021 participó en las audiciones de la vigésimo primera edición del concurso de talentos musicales Amici di Maria De Filippi emitido por Canale 5, accediendo luego a la fase inicial. En marzo de 2022 accedió a la fase vespertina, donde quedó en quinto lugar en la categoría de canto, tras ser eliminado durante el sexto episodio el 23 de abril. Durante la experiencia en Amici se lanzó el sencillo Quello che fa male, certificado platino por FIMI y del cual también se hizo una versión en español, seguido de los temas Sai, Scusa y Io volevo solo te. Después de dejar el programa de talentos, firmó un contrato de grabación con Sony Music.
El 25 de abril de 2022 lanzó el sencillo Bandana, certificado oro, que anticipó el lanzamiento de su primer EP homónimo. El álbum debutó en la tercera posición en el FIMI Album Chart. El 11 de noviembre de 2022 lanzó el sencillo Cado, en colaboración con Albe.

### 2023-presente: Festival de San Remo 2023 yQuello che fa bene
En febrero de 2023 participó por primera vez en el concurso del 73 Festival de San Remo con la canción Se poi domani. Durante la cuarta velada dedicada a las versiones, cantó a dúo con Alex Britti Oggi sono io, mientras que en la noche final ocupó el decimoquinto lugar en la clasificación general. El 17 de febrero lanzó su primer álbum de estudio Quello che fa bene. El LDA Tour 2023 tuvo lugar los días 19, 20 y 22 de abril, en Milán, Nápoles y Roma respectivamente, inicialmente previstos para el 4, 5 y 7 de diciembre de 2022. El 26 de mayo de 2023 se lanzó el sencillo Granita, seguido el 8 de septiembre por el sencillo Castello di sabbia (incluido en el tema musical de la segunda temporada de la serie de televisión de Netflix Di4ri) y el 6 de diciembre por el sencillo Promesse.
En 2024 colaboró en el single Nun è cos de Matteo Romano. El 3 de mayo lanzó el single Rosso lampone. Del 17 de julio al 17 de septiembre tuvo lugar ' LDA Summer Tour, su gira de verano por ciudades italianas.

## Discografía

### Álbumes de estudio
- 2023 – Quello che fa bene

## Giras
- 2023 – LDA Tour 2023
- 2024 – LDA Summer Tour 2024

## Programas de televisión
- Amici di Maria De Filippi 21 (Canale 5, 2021-2022) - concursante

## Participación en eventos de canto
- Festival de San Remo (Rai 1)
  - 2023 – 15.º puesto con Se poi domani